# Copland Pass
Copland Pass är ett bergspass i Antarktis. Det ligger i Östantarktis. Nya Zeeland gör anspråk på området. Copland Pass ligger 1 600 meter över havet.
Terrängen runt Copland Pass är bergig åt sydväst, men åt nordost är den kuperad. Trakten är obefolkad. Det finns inga samhällen i närheten. 